# Emmanuel Dongala

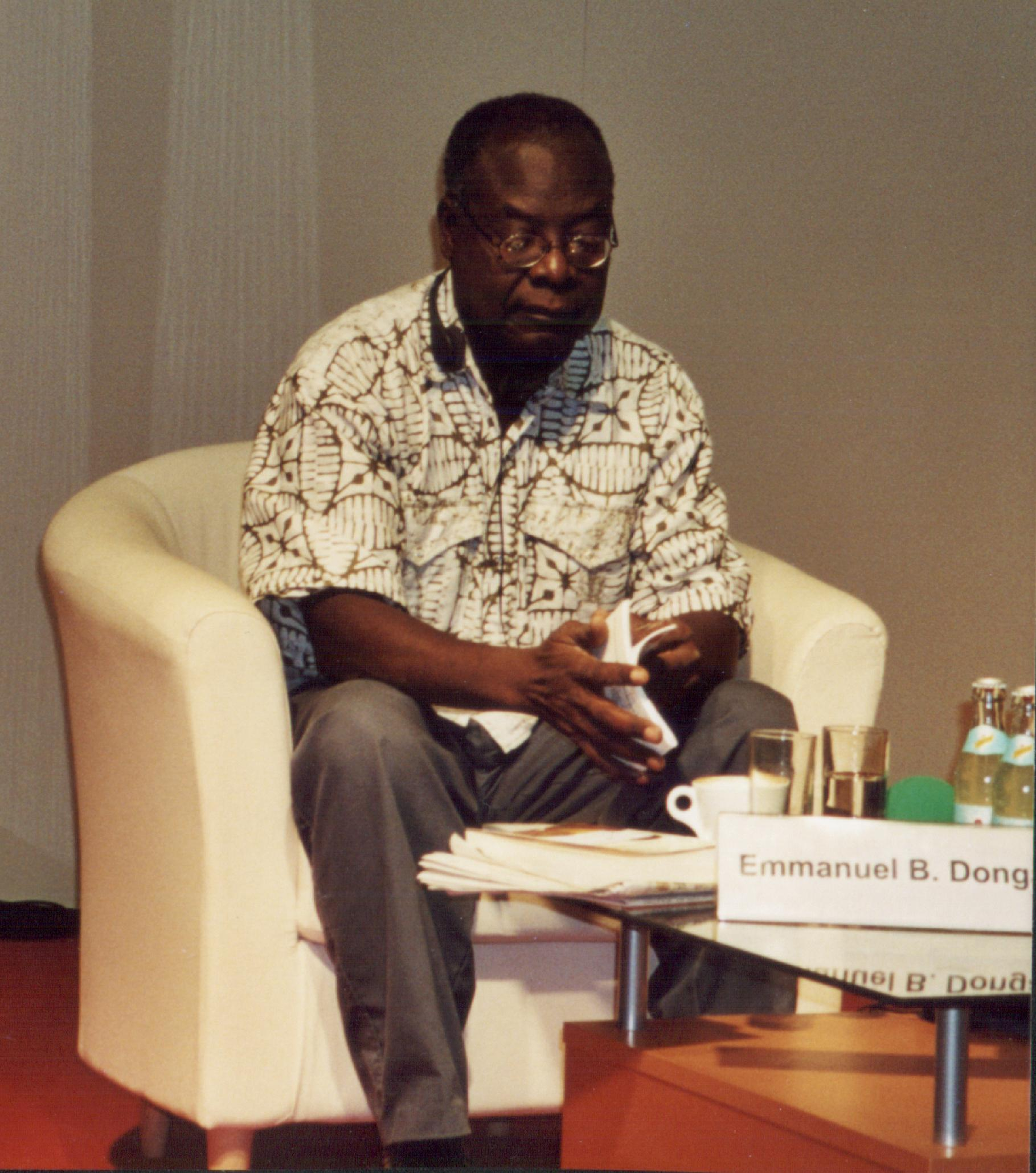
Emmanuel Dongala la Târgul Cărţilor din Frankfurt, Germania, 2003.

Emmanuel Boundzéki Dongala (n. 1941) este un chimist și scriitor congolez.